# Pronunciamentul de la Blaj

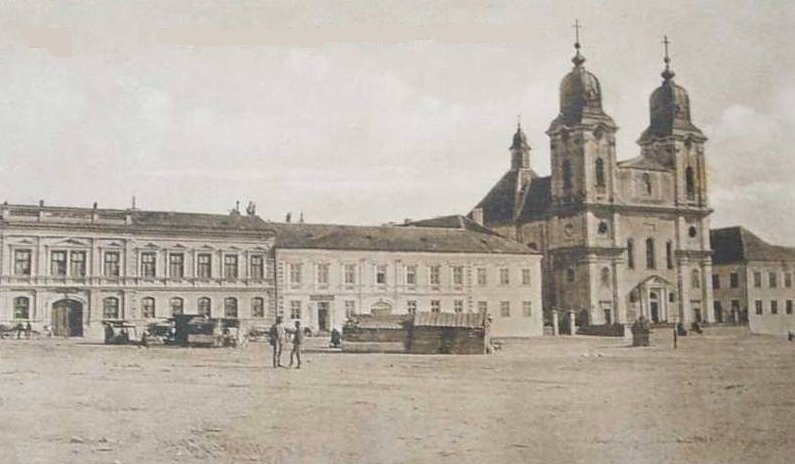
Catedrala din Blaj,
sfârșitul secolului al XIX-lea

Pronunciamentul de la Blaj a fost declarația politică adoptată în data de 3/15 mai 1868, la împlinirea a 20 de ani de la Adunarea de la Blaj. Pronunciamentul, inițiat de Ioan Rațiu și George Barițiu, a fost prezentat la Blaj în timpul unei adunări populare, la care au participat în jur de 60.000 de țărani din Transilvania.
Pronunciamentul s-a pronunțat pentru autonomia Transilvaniei și pentru repunerea în vigoare a legilor adoptate de Dieta de la Sibiu în 1863, anume legea privind egalitatea politică și confesională a națiunii române, precum și legea prin care limba română a fost declarată limbă oficială în Marele Principat al Transilvaniei, alături de limba maghiară și germană. Pronunciamentul a solicitat redeschiderea Dietei Transilvaniei.
Continuatori ai liniei Pasivismului, autorii Pronunciamentului au arătat că nu recunosc unirea Transilvaniei cu Ungaria, iar în consecință nu recunosc nici dreptul Parlamentului de la Budapesta de a adopta legi pentru Transilvania. Documentul a reafirmat boicotul vieții politice a țării, precum și refuzul recunoașterii instituțiilor maghiare.
Pronunciamentul a fost publicat în ziarele de limba română din Transilvania, în România și în țările vestice. Drept răspuns, Ministrul Justiției din Ungaria a inițiat proceduri publice împotriva semnatarilor (Vasile Rațiu, președintele capitulului mitropolitan, profesorul Ioan Micu Moldovan etc.).